# كلستان سعدي

أبيات عن «الگلستان» لمحمد الفراتي.

الگلستان (أي روضة الورد، گل يعني ورد و استان يعني مكان) هي من أمهات الكتب في الأدب الفارسي، ألفها سعدي الشيرازي سنة 656 هـ.
نقلها محمد الفراتي إلى العربية (دار طلاس، دمشق) ، كما نقلها أيضا القاضي سجاد حسين وقبله جبرائيل بن يوسف المخلّع.

## فصول الكتاب
أبواب الكتاب هي:

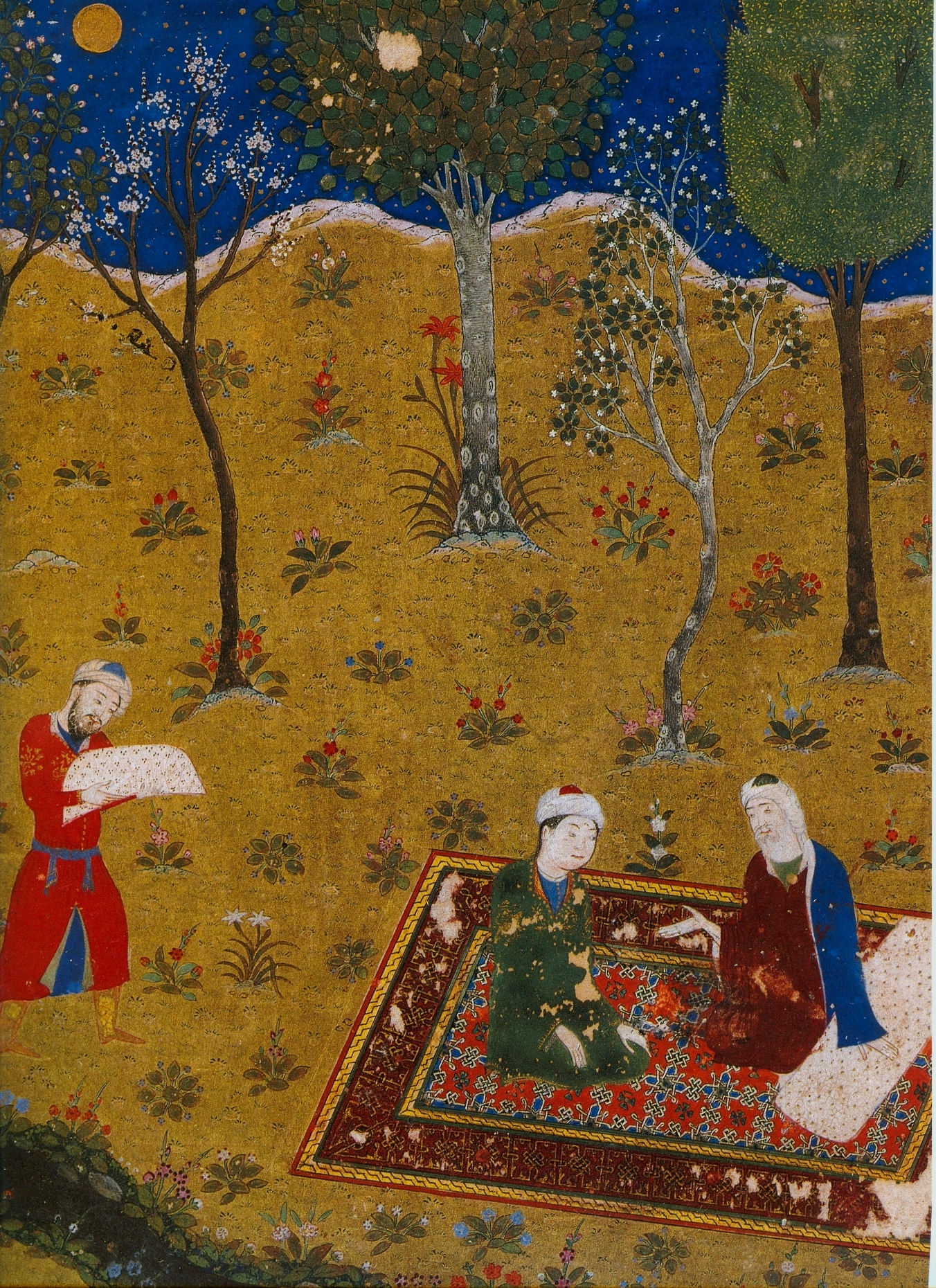
صورة لبايسنقر تظهر الشيرازي وهو يخاطب صديقا في الليل. مكتبة تشستر بيتي.

- باب أول در سيرت پادشاهان - الباب الأول في سيرة المكلوك
- باب دوّم در اخلاق درويشان - الباب الثاني في أخلاق الفقراء
- باب سوّم در فضيلت قناعت - الباب الثالث في فضل القناعة
- باب چهارم در فوايد خاموشي - الباب الرابع في فوائد السكوت
- باب پنجم در عشق و جواني - الباب الخامس في العشق والشباب
- باب ششم در ضعف و پيري - الباب السادس في الضعف والشيخوخة
- باب هفتم در تأثير تربيت - الباب السابع في تأثير التربية
- باب هشتم در آداب صحبت - الباب الثامن في آداب الصحبة

## شروحها
للگلستان شروح فارسية وعربية، منها:
- شرح يعقوب بن علي البروسوي المتوفى 931 هـ.[3]
- شرح مصطفى بن شعبان الحنفي الرومي، مصلح الدين، المعروف بسروري المتوفى 969 هـ.[4] قال صاحب كشف الظنون: شرحه شرحا كافيا بالعربية للسلطان مصطفى بن سليمان خان أوله الحمد لله الذي جعلني من علماء البيان والمعاني الخ.[5]